# René Andrle
René Andrle (Litoměřice, 1 de abril de 1974) es un ciclista checo.

## Biografía
Campeón de la República Checa en Ruta en 1995, René Andrle comenzó su carrera profesional en 1999 en el equipo Wüstenrot - ZVVZ. Dos años más tarde, fue fichado por el equipo ONCE. Tenía el papel de gregario ayudando por ejemplo a Roberto Heras en su victoria en la Vuelta a España 2004.
Entre 2006 y 2008 formó parte del equipo checo PSK Whirpool-Author.

## Palmarés
1995
- Campeonato de la República Checa en Ruta

1996
- 1 etapa del Tour de Hesse
- 2.º en el Campeonato de la República Checa en Ruta

1997
- 1 etapa de la Vuelta a Austria

2000
- Vuelta a Eslovaquia, más 1 etapa

2002
- 1 etapa de la Vuelta a Murcia[1]

2004
- 3.º en el Campeonato de la República Checa en Ruta

2006
- 3.º en el Campeonato de la República Checa en Ruta

2007
- 2.º en el Campeonato de la República Checa Contrarreloj

2008
- 3.º en el Campeonato de la República Checa Contrarreloj

## Resultados en Grandes Vueltas y Campeonatos del Mundo
| Carrera         | Carrera         | 1999 | 2000 | 2001 | 2002 | 2003 | 2004  | 2005 | 2006 | 2007 | 2008 |
| --------------- | --------------- | ---- | ---- | ---- | ---- | ---- | ----- | ---- | ---- | ---- | ---- |
|                 | Giro de Italia  | —    | —    | 62.º | —    | —    | —     | 62.º | —    | —    | —    |
|                 | Tour de Francia | —    | —    | —    | —    | 83.º | —     | —    | —    | —    | —    |
|                 | Vuelta a España | —    | —    | —    | —    | —    | 110.º | —    | —    | —    | —    |
| Mundial en Ruta | Mundial en Ruta | —    | —    | —    | —    | —    | —     | Ab.  | —    | —    | —    |

—: no participa
Ab.: abandono